# Ninì Tirabusciò, la donna che inventò la mossa
Ninì Tirabusciò, la donna che inventò la mossa è un film comico del 1970, diretto da Marcello Fondato.
Liberamente ispirato alla vita di Maria Campi, la diva di varietà, nota per aver inventato il celebre movimento d'anca chiamato "mossa", il film racconta quindici anni di vita e cronaca italiana, dall'assassinio di Umberto I da parte dell'anarchico Gaetano Bresci fino allo scoppio della Grande guerra.

## Trama
Nel Regno d'Italia del primo Novecento Maria Sarti è una giovane attrice romana, di origini popolari e dalle idee politiche progressiste.
Spesso partecipa a manifestazioni di piazza, dove diviene facile bersaglio della Questura, ma dove viene anche presa in simpatia dal delegato di polizia Mariotti.
Ha una storia d'amore con Antonio, giovane trombettista socialista che lavora nei café-concert, ma la sua carriera di attrice di prosa non decolla (viene ingaggiata solo nei piccoli teatri o per spettacoli itineranti di cani ammaestrati).
Una sera, mentre si trova nel locale napoletano in cui Antonio suona con la sua orchestra e dopo aver assistito al disastroso debutto di una giovane cantante, per "vendicare" i lazzi del pubblico nei confronti della ragazza, Maria si lancia sul palcoscenico e canta la famosa canzone Ninì Tirabusciò (dialettizzazione in napoletano del termine francese tire-bouchon, in italiano "cavatappi"), con un testo riadattato per il suo temperamento battagliero.
L'esibizione è un grande successo, soprattutto perché durante la canzone inventa la "mossa", un movimento delle anche molto azzardato per l'epoca, che cattura subito l'attenzione del pubblico maschile.
Nasce così una nuova stella del varietà; per Maria si aprono le porte del bel mondo e dei teatri più importanti (riesce anche a passare incensurata da un processo per oscenità), mentre Antonio emigra in America.
In seguito Maria/Ninì si trasferisce a Torino, e intreccia una "dannunziana" relazione con Paolo di Sergeno, un alto (e un po' squinternato) ufficiale dell'esercito. Una sera i due vengono invitati ad una festa di altolocati e si esibiscono in una scandalosa "novità" dell'epoca: un tango argentino. A fine serata Maria riceve una provocazione dalla bella Baronessa di Valdarno, e la sfida a duello. L'evento viene riportato dai giornali e diventa famoso in tutta Italia, anche perché le duellanti si affrontano a fil di spada e a seno nudo.
Si arriva intanto allo scoppio della prima guerra mondiale. Finita la storia con Paolo, Maria è in cerca di un rinnovamento artistico.
Conosce Francesco, un intellettuale d'avanguardia, e si impegna nel teatro futurista, anche se il pubblico non gradisce gli spettacoli filo-interventisti. Francesco parte volontario per il fronte, con Maria che canta la "sua" Ninì Tirabusciò per i soldati alla stazione.

## Curiosità
Nel cast c'è anche Lino Banfi, che fornisce una gustosa interpretazione-citazione di Nicola Maldacea, cabarettista e attore napoletano molto noto e attivo nel primo Novecento.

## Riconoscimenti
- 1971 - David di Donatello
  - Migliore attrice protagonista a Monica Vitti
- 1971 - Nastri d'argento
  - Candidatura Migliore attrice protagonista a Monica Vitti
  - Candidatura Migliore scenografia a Flavio Mogherini
  - Candidatura Migliori costumi a Adriana Berselli
- 1971 - Festival di Berlino
  - Candidatura Orso d'oro a Marcello Fondato